# Erkan Petekkaya
Erkan Petekkaya (* 11. Dezember 1970 in Elazığ) ist ein türkischer Schauspieler. Er hat in mehreren Fernsehserien mitgespielt, darunter Beyaz Gelincik (2005–2007), Sessiz Fırtına (2007–2008) und Öyle Bir Geçer Zaman ki („Wie die Zeit vergeht“). Er lebt in Los Angeles.

## Leben
Petekkaya, dessen Familie aus Diyarbakır kommt, wurde in Elazığ geboren, verbrachte seine Kindheit jedoch in Istanbul. Er besuchte die Mehmet Karamancı Primary School, dann die Bostancı Secondary School und die Fenerbahçe High School. Petekkaya, der das staatliche Konservatorium der Universität Anadolu besuchte, ist seit 1993 als Schauspieler an staatlichen Theatern tätig.

## Karriere
Er setzte seine Karriere in der Fernsehwelt fort, wo er 1994 mit Versteckte-Kamera-Sendungen und 1998 bei der Serie Güzel Günler mitwirkte. 1999 trat er für die Fernsehserie Aynalı Tahir vor der Kamera auf. Petekkaya spielt auch Comedy-Rollen, zum Beispiel mit der Figur „Bülent“ in der Fernsehserie Serseri, die auf Kanal D gezeigt wurde. 2005 trat er in der Serie Köpek auf und wurde bei den White Pearl Television Awards für den Charakter Yılmaz, den er in dieser Serie spielte, als „Bester Schauspieler“ nominiert. Er spielt Yiğit Sancaktar in der Fernsehserie Sessiz Fırtına, die im Oktober 2007 begann. Die Ausstrahlung der Serie wurde im März 2008 nach ihrer 19. Folge beendet. Petekkaya nahm 2008 auch an einer anderen TV-Serie (Star TV) teil und spielte in der Fernsehserie Son Bahar „Galip“, den Manager einer Holding. 2010 war er in der TV-Serie Hanımeli Sokağı zu sehen. Zwischen 2010 und 2012 spielte er den Charakter Ali Kaptan in der TV-Serie Öyle Bir Geçer Zaman Ki. In dieser Serie spielte er einen Vater, der eine brutale Persönlichkeit hat, aber später bereut, was er getan hat.

## Diskografie

### Singles
- 2015: Çocuk (mit Ersin Erzincan)
- 2016: Divane Aşık Gibi
- 2022: Derdim (mit Sinan Akçıl & Enes Yolcu)

## Filmografie (Auswahl)
- 1993: Bluthochzeit (Theater)
- 1990: Alman Avrat'ın Bacısı (Film)
- 1998: Güzel Günler (Serie)
- 1998: Aynalı Tahir (Serie)
- 2001: Aşkına Eşkiya (Serie)
- 2003: Bedel (Serie)
- 2003: Taştan Kalp (Serie)
- 2003: Japonyalı Gelin (Serie)
- 2003: Serserie (Serie)
- 2005: Beyaz Gelincik (Serie)
- 2005: Köpek (Serie)
- 2007: Sessiz Fırtına (Serie)
- 2008: Sonbahar (Serie)
- 2009: Gecenin Kanatlari (Film)
- 2009: Bahar Dalları (Serie)
- 2009: Hanımın Çiftliği (Serie)
- 2010: Hanımeli Sokağı (Serie)
- 2010–2012: Öyle Bir Geçer Zaman ki (Serie)
- 2012–2014: Dila Hanım (Serie)
- 2013: Benim Hala Umudum var (Serie)
- 2014–2017: Paramparça (Serie)
- 2015: Yeni Dünya (Film)
- 2016:  Kolpaçino 3. Devre (Film)
- 2017: Ayla: The Daughter of War (Film)
- 2019: Kapan (Film)
- 2019: Vurgun (Serie)
- 2020: Gel Dese Aşk (Serie)
- 2021: Kirmizi Oda (delikanli Sadi)
- 2021: Dogdun ev Kaderimdir